# Mouvement pour la démocratie et la justice au Tchad
Le Mouvement pour la démocratie et la justice au Tchad (MDJT) est un mouvement politico-militaire tchadien fondé fin décembre 1998 par l'ancien ministre de l'Intérieur Youssouf Togoïmi pour fédérer l'opposition toubou contre le régime du président Idriss Déby Itno.

## Histoire
À partir de 1996, un mouvement de contestation naît chez les Toubou du Tibesti contre le régime en place, accusé de favoriser les Bideyat et les Zaghawa. Nommé ministre de l'Intérieur en avril 1997, Youssouf Togoïmi, lui-même Toubou du Tibesti, refuse d'en organiser la répression. Il rompt alors avec le président Déby au mois de juin et est arrêté. En effet, alors que la révolte s'étend dans le nord du pays, le gouvernement craint qu'Youssouf Togoïmi ne prenne sa tête.
Au mois d'octobre 1998, celui-ci s'enfuit de la capitale, N'Djamena, pour rejoindre le Borkou-Ennedi-Tibesti. À la fin de l'année, pour organiser les révoltés qui ont pris les armes, Youssouf Togoïmi fonde le Mouvement pour la démocratie et la justice au Tchad (MDJT). Recrutant principalement auprès des Toubous du Tibesti, il va peu à peu intégrer des Toubou du Niger et du Fezzan, réunissant autour de 300 hommes en 1999,.
Après une série de succès militaires en 1999, le MDJT subit une offensive de l'armée tchadienne en février 2000, perdant 50 de ses membres. Ses succès durant l'été lui permet de recruter 500 nouveaux militants et rapidement jusqu'à 1 500, les observateurs prévoyant alors une rapide chute du régime d'Idriss Déby. Pourtant, le MDJT ne saisit pas l'occasion et le conflit s'enlise. La Libye, qui soutient partiellement le mouvement, pousse à des négociations avec le gouvernement. Le 7 janvier 2002 est signé l'accord de Tripoli parrainé par les autorités libyennes et assorti d'un cessez-le-feu, entre Abderrahman Moussa pour le gouvernement tchadien et Adam Togoï pour le MDJT. Il ne permet guère d'avancées du processus de paix selon les observateurs,.
À la fin du mois d'août 2002, Youssouf Togoïmi est blessé dans l'explosion d'une mine et évacué à Tripoli. L'annonce de sa mort le 24 septembre fait naître des tensions au sein de l'organisation. De nombreux membres se rendent aux autorités ou rejoignent le camp d'Idriss Déby, faisant chuter les effectifs de l'organisation à 200 à la fin de l'année. Plusieurs chefs s'affrontent : Adam Togoï (soutenu par la Libye), Hassan Abdallah Mardigué, Youssouf Barkai… Tentant de prendre le contrôle du MDJT lors d'un congrès en Libye en juillet 2003, Adam Togoï est désavoué par le Haut Commandement militaire présidé par Hassan Mardigué. Au mois d'août, un nouveau congrès est organisé dans le Tibesti qui porte à la tête de l'organisation (ne regroupant plus qu'une cinquantaine de combattants) Hassan Mardigué. Le 14 décembre 2003, Adam Togoï signe un accord avec le gouvernement et rejoint N'Djamena. L'Union des forces pour le changement est fondé en mars 2004 pour fédérer le MDJT, le Mouvement pour la démocratie et le développement, le Conseil démocratique révolutionnaire, le Front démocratique populaire, le Front populaire pour la renaissance nationale et le Mouvement pour l'unité et la République. Le MDJT est à partir de 2004 de moins en moins actif militairement.
En 2004, le MDJT arrête des membres du Groupe salafiste pour la prédication et le combat (dont Abderezak El Para) dans le Tibesti en fuite depuis le milieu de l'année 2003 à travers l'Algérie, le Mali et le Niger. Après plusieurs mois de négociations et malgré les menaces du GSPC, le mouvement livre ses prisonniers à la Libye à l'automne 2004.
Le 18 août 2005, Hassan Mardigué signe un accord de ralliement avec le gouvernement sous la médiation de la France, comprenant une amnistie générale et une intégration du MDJT à l'armée et à l'administration. Aboubakar Choua Dazi dénonce cet accord.